# 柯氏鼠鱈
柯氏鼠鱈（学名：Gadomus colletti），輻鰭魚綱鱈形目鼠尾鱈科的其中一種。

## 分布
本魚分布在西北太平洋包括，日本南部、中國東海、台灣等海域。

## 深度
水深360~740公尺。

## 特徵
本魚體型為頭大尾細之延長型，其口特大，端位，上下頜有細微絨毛狀齒，多列排成齒帶，在頦部有一條粗大的長鬚。兩個背鰭間距很短，形成一明顯的凹刻。在第一背鰭、胸鰭及腹鰭各有一根延長的鰭條，其長度甚長，如同一長鞭，故稱「鞭鼠鱈」，臀鰭鰭條甚短，體被圓鱗，極易脫落，屬於中大型，體長可達58公分。

## 生態
為深海底棲性魚類，喜在泥砂混濁的深海底質上棲息覓食，以小型明蝦及磷蝦為主食。

## 經濟利用
數量少，罕見，僅有學術價值。